# Agbanto
Agbanto ist eine Ortschaft und Arrondissement im Departement Atlantique in Benin. Es ist eine Verwaltungseinheit, die der Gerichtsbarkeit der Kommune Kpomassè untersteht.

## Demografie und Verwaltung
Gemäß der Volkszählung von 2013 hatte Agbanto 5694 Einwohner, davon waren 2796 männlich und 2898 weiblich.
Das Arrondissement umfasst sieben Dörfer:
1. Agbanto-Maga
2. Agbanto-Sotoncodji
3. Agbanto-Zounmin
4. Agonvodji–Daho
5. Agonvodji-Kpèvi
6. Gogotinkponmè
7. Nazoumè